# Cugovec
 Cugovec  falu Horvátországban Zágráb megyében. Közigazgatásilag Gradechez tartozik.

## Fekvése
Zágrábtól 45 km-re északkeletre, községközpontjától  3 km-re délkeletre,  a megye északkeleti részén fekszik. 

## Története
A település Szent Borbála kápolnáját 1673-ban említik. A gradeci plébánia filiája volt. 
A településnek 1857-ben 284, 1910-ben 360 lakosa volt. Trianonig Belovár-Kőrös vármegye Belovári járásához tartozott. 1957-ben iskolát alapítottak a faluban, mely 1963-tól a gradeci alapiskola kihelyezett alsó tagozataként működik. 2001-ben 390 lakosa volt. 2006-ban a Ferencesrendi Nővérek Kongregációja Szűz Máriáról nevezett kolostort alapított a településen.

## Lakosság
| Lakosság változása | Lakosság változása | Lakosság változása | Lakosság változása | Lakosság változása | Lakosság változása | Lakosság változása | Lakosság változása | Lakosság változása | Lakosság változása | Lakosság változása | Lakosság változása | Lakosság változása | Lakosság változása | Lakosság változása |  |
| ------------------ | ------------------ | ------------------ | ------------------ | ------------------ | ------------------ | ------------------ | ------------------ | ------------------ | ------------------ | ------------------ | ------------------ | ------------------ | ------------------ | ------------------ |  |
| 1857               | 1869               | 1880               | 1890               | 1900               | 1910               | 1921               | 1931               | 1948               | 1953               | 1961               | 1971               | 1981               | 1991               | 2001               |  |
| 284                | 267                | 260                | 314                | 380                | 360                | 365                | 378                | 423                | 440                | 445                | 412                | 425                | 400                | 390                |  |

## Nevezetességei
Szent Borbála tiszteletére szentelt kápolnája a temetőben áll.

## Külső hivatkozások
Gradec község hivatalos oldala